# FVWM

FVWM — F Virtual Window Manager (F наразі не має офіційного значення) є віртуальним віконним менеджером для X Window System. Спочатку FVWM був похідним від twm, FVWM розвинувся в потужне середовище для Unix-подібних систем з можливістю власних налаштувань.